# 2022년 괴산 지진
2022년 괴산 지진은 2022년 10월 29일 대한민국 충청북도 괴산군 북동쪽 11km 지역에서 발생한 지진이다. 현재까지 본진은 오전 8시 27분에 발생한 규모 4.1의 지진이다.

## 지진의 전개
10월 29일 오전 8시 9분 32초에 괴산군 북동쪽 11km 지역에서 규모 1.3, 깊이 13km의 지진이 발생하였다. 이어 27분 33초에 괴산군 북동쪽 11km 지역에서 규모 3.5의 지진이 발생하였다. 이 두 지진은 전진으로서, 규모 4.1의 본진은 그 뒤를 이어 27분 49초에 발생하였다. 이 지진은 올해(2022년) 한반도에서 발생한 지진 중 가장 크며 계기 진도는 충북에서 최대 V (5) 로 측정되었고 수도권 지역에서도 지진을 느꼈다는 신고가 접수되었다. 현재까지 보고된 피해는 괴산군과 충주시의 주택 열한 건, 석축 한 건의 재산피해이다.

### 여진
현재까지 여진은 총 23회 정도 발생했으며 그 대부분이 규모 2.0 이하의 미소 지진이다. 여진의 목록은 기상청의 국내지진조회에 따른다.
| 날짜      | 발생 시각 | 진원 위치                      | 규모 | 깊이 (km) | MMI |
| --------- | --------- | ------------------------------ | ---- | --------- | --- |
| 10월 29일 | 08:08:14  | 충북 괴산군 북동쪽 11km 지역   | 1.6  | 13        | II  |
| 10월 29일 | 08:09:32  | 충북 괴산군 북동쪽 11km 지역   | 1.3  | 13        | II  |
| 10월 29일 | 08:27:33  | 충북 괴산군 북동쪽 11km 지역   | 3.5  | 13        | V   |
| 10월 29일 | 08:27:49  | 충북 괴산군 북동쪽 11km 지역   | 4.1  | 12        | V   |
| 10월 29일 | 08:29:09  | 충북 괴산군 북동쪽 10km 지역   | 2.2  | 10        | IV  |
| 10월 29일 | 08:29:18  | 충북 괴산군 북동쪽 12km 지역   | 2.9  | 11        | IV  |
| 10월 29일 | 08:31:06  | 충북 괴산군 북동쪽 11km 지역   | 1.0  | 11        | I   |
| 10월 29일 | 08:32:09  | 충북 괴산군 북동쪽 11km 지역   | 1.2  | 12        | I   |
| 10월 29일 | 08:35:33  | 충북 괴산군 북동쪽 12km 지역   | 0.9  | 12        | I   |
| 10월 29일 | 08:39:33  | 충북 괴산군 북동쪽 11km 지역   | 1.1  | 12        | I   |
| 10월 29일 | 08:41:16  | 충북 괴산군 북동쪽 12km 지역   | 1.1  | 10        | I   |
| 10월 29일 | 08:43:40  | 충북 괴산군 북동쪽 11km 지역   | 0.9  | 12        | I   |
| 10월 29일 | 08:46:07  | 충북 괴산군 북동쪽 11km 지역   | 0.9  | 11        | II  |
| 10월 29일 | 09:39:29  | 충북 괴산군 북동쪽 11km 지역   | 1.2  | 12        | I   |
| 10월 29일 | 09:47:55  | 충북 괴산군 북동쪽 11km 지역   | 0.9  | 11        | I   |
| 10월 29일 | 09:54:10  | 충북 괴산군 북동쪽 11km 지역   | 1.2  | 12        | I   |
| 10월 29일 | 11:04:00  | 충북 괴산군 북동쪽 10km 지역   | 1.1  | 11        | I   |
| 10월 29일 | 16:09:42  | 충북 괴산군 북동쪽 11km 지역   | 1.3  | 13        | II  |
| 10월 29일 | 21:10:55  | 충북 괴산군 북동쪽 11km 지역   | 1.1  | 12        | I   |
| 10월 30일 | 04:02:27  | 충북 괴산군 북동쪽 11km 지역   | 1.2  | 13        | I   |
| 10월 31일 | 00:09:26  | 충북 괴산군 동북동쪽 11km 지역 | 1.2  | 11        | I   |
| 10월 31일 | 01:37:59  | 충북 괴산군 북동쪽 10km 지역   | 1.2  | 13        | I   |
| 10월 31일 | 19:00:23  | 충북 괴산군 북동쪽 10km 지역   | 0.9  | 11        | I   |
| 10월 31일 | 20:22:22  | 충북 괴산군 북동쪽 11km 지역   | 1.3  | 12        | I   |
| 11월 1일  | 02:27:52  | 충북 괴산군 북동쪽 11km 지역   | 2.9  | 14        | V   |
| 11월 1일  | 11:35:16  | 충북 괴산군 북동쪽 11km 지역   | 0.8  | 12        | I   |
| 11월 2일  | 00:15:24  | 충북 괴산군 북동쪽 12km 지역   | 0.9  | 12        | I   |

## 발진기구
단층의 운동을 분석한 결과, 10월 29일 발생한 규모 4.1 본진은 북북동-남남서(주향 15°, 경사 78°, 이동 방향 179°) 또는 서북서-동남동(주향 105°, 경사 89°, 이동 방향 12°) 방향의 주향 이동 단층에 의해 발생된 것으로 분석되었다. 이들 북북동 및 서북서 방향은 옥천 습곡대 내에 우세하게 발달하는 지체 구조선(tectonic lineament)의 방향과 일치한다.  단층 면해는 서북서-동남동 방향의 주향 이동 단층(주향 105°, 경사 87°S)으로 보인다. 위치 재결정한 36개 지진 분포는 약 13.0km 깊이에서 반경 0.4km 이내에 분포 하고, 진원 분포의 주향과 경사는 본진의 단층면해와 유사하다.

## 지진의 매커니즘 (옥천 습곡대)
옥천대(沃川帶; Okcheon belt) 또는 옥천 습곡대(Okcheon folded Zone)는 한반도 중·남부 지역에 북동-남서 방향으로 발달하고 남동쪽 영남 지괴와 북서쪽 경기 지괴 사이에 자리잡고 있으며 고생대에 형성된 지괴(地塊;땅덩어리)이다. 지리적으로 강원도 평창군에서 영월군, 단양군, 충주시, 괴산군, 옥천군 등을 지나 전라남도 남서부 지역까지 이어지고, 충청북도, 충청남도 남동부, 대전 및 세종시 등을 포함한다. 제천시와 문경시를 잇는 선을 경계로 북동쪽의 옥천 비변성대(non-metamorphosed zone/neogeosynclinal)와 남서쪽의 옥천 변성대(metamorphosed zone/paleogeosynclinal)로 나누어진다. 남서부가 변성대라고 불리는 이유는 남서부를 구성하는 퇴적암 옥천 누층군이 변성되었기 때문이다.
옥천 습곡대 서부 및 경기 지괴 남서부에 해당하는 대한민국 중부 및 서부지역은 상대적으로 지진 활동이 활발한 지역에 해당한다. 이는 고생대로 추정되는 시기에 북쪽 땅인 경기 지괴와 남쪽 땅인 영남 육괴가 충돌해 한반도가 만들어졌는데 두 지괴가 충돌한 지역인 한반도 중부는 당시 충격으로 옥천 습곡대가 부서지고 단층이 많이 생겼으며 이후 대보 조산운동 등을 겪으면서 옥천 습곡대 내에 수많은 단층 등이 생성되었기 때문이다. 옥천 습곡대에서 발생한 주요 지진으로는 1978년의 속리산 지진(M=5.0), 1996년 영월 지진(M=3.5), 2015년 익산 지진(M=3.9) 그리고 2022년 괴산 지진(M=4.1) 등이 있다. 1988년과 1993년 이기화 등은 옥천대 내에는 북동 0~40°, 북서 0~30°및 80~90°방향의 지체 구조선(tectonic lineament)이 우세하게 발달하고, 북동부의 옥천 비변성대보다 남서쪽의 변성대에서 더 많은 지진이 발생하며 많은 수의 지진이 옥천대 중부 지역에 집중되어 있으며 이는 해당 지역의 지각이 심하게 파쇄되어 있다는 것을 나타낸다고 설명하였다. 옥천 습곡대에서는 관측년도에 관계없이 오래전부터 지진이 다발적으로 발생하고 있으며, 이는 이 습곡대 내부의 복잡한 지체구조와 연관되어 있는 것으로 생각된다.
진앙지는 괴산군 장연면 조곡리 지역으로, 괴산 지역은 원래 지진이 자주 발생하는 옥천 습곡대에 속하는 지역이다. 아침 8시 27분 33초 경에 지진이 발생했고 뒤이어서 16초 만에 규모 4.1 지진이 바로 같은 단층에서 발생했다. 지진 분석 결과 해당 지진을 일으킨 단층은 옥천 습곡대 내에서 우세하게 발달하는 북동 0~40° 방향 내지 북서 80~90° 방향 지체 구조선(tectonic line)의 방향과 거의 일치하는 북북동-남남서 내지 연장 7 km 이상의 서북서-동남동 방향의 단층이며 거의 수직으로 발달한 단층면에서 양측 지괴가 서로 횡적으로 빗겨 지나가면서 지진이 발생한 것으로 보인다.
괴산 지역에는 해당 지역을 지나는 단층이 이미 보고된 바 있다. 1:5만 지질도의 괴산 지질도폭(1972)에서 옥천 누층군 등을 변위시키는 (지표에서 확인된) 단층들이 발달해 있음이 보고된 바 있으나 진앙지와는 거리가 있어 이번 지진과 직접 연관은 없는 것으로 보이며, 1:25만 지질도의 안동 도폭에는 진앙지인 장연면 조곡리로 서북서-동남동 주향의 단층이 지나가는 것으로 표기되어 있다. 최진혁 한국지질자원연구원 활성지구연구센터장은 "진앙 위치와 단층면해를 고려하면 1:25만 지질도(안동도폭)에 기재된 바 있는 서북서-동남동 방향 단층이 좌수향 지진을 일으켰거나 북북동-남남서 방향 단층의 우수향 지진 가능성이 있다"고 말했다. 옥천 습곡대의 지진 특성을 고려해 보면 옥천 습곡대 지하 깊은 곳의 알려지지 않은 어느 단층에서 지진이 발생한 것으로 보인다. 괴산군에서는 1983년과 1989년에도 규모 3.4와 3.5의 지진이 발생한 적 있다.

### 조곡 단층
한국지질자원연구원 등이 괴산 지진 원인 분석에 나서 장연면 일대에 분포한 조곡 단층대가 원인인 것으로 확인하였다. 지하 12∼14㎞ 지점에서 발생한 지진의 단층이 서북서-동남동 방향으로 수평 이동했다는 것이다. 진앙에서 500ｍ 떨어져 있는 조곡 단층대에 대한 조사 결과 지표 파열로 단층대가 드러난 부분, 즉 노두와 과거 지진이 있었던 흔적을 확인한 것이다. 지자연은 선사시대에 이 지역에서 규모 5 이상 지진이 발생했을 것으로 추정하고 있다.
괴산 지진 진앙 일대는 옥천 누층군에 속하는 신원생대와 고생대 변성 퇴적암류와 변성 화산암류 및 이들을 관입한 쥬라기 화강암과 맥암류 등이 분포한다. 진앙 주변으로 옥천누층군 변형과 관련된 북북동-남남서(또는 북동-남서)방향의 스러스트 단층 구조와 이를 변형시킨 서북서-동남동 방향의 좌수향 단층이 발달하며, 특히 진앙으로부터 약 500m 북쪽 지점을 관통하는 서북서-동남동 방향의 단층은 조곡 단층으로 보고된 바 있으며, 이 단층은 북북동-남남서(내지 북동-남서) 방향 트러스트 구조 및 주변 지층을 1km 이내의 좌수향 변위로 절단한다. 단층면해, 여진분포, 선행 단층연구 검토, 선형구조 분석 등을 토대로 진앙에서 가장 가까이에 발달하는 서북서-동남동 방향의 조곡단층에 대한 예비 지표지질조사를 수행하여 총 9개 지점에서 단층대의 노두를 확인하였고, 구조요소들의 선후관계에 근거할 때, 북북동-남남서 방향의 역단층이 먼저 형성된 이후 서북서-동남동 방향의 좌수향 단층이 형성된 것으로 해석된다.
일반적으로 단층은 단층 주향에 수직한 어느 정도 폭의 변형대가 발달하며, 이를 단층대(fault zone)라고 한다. 단층대 내부구조는 크게 단층핵(fault core)과 손상대(damage zone)로 구분된다. 조곡단층대의 단층핵은 단층비지와 단층각력, 이들에 의해 둘러싸인 모암 렌즈로 구성되며 그 폭은 최대 수 m에 달한다. 단층활면에서 확인되는 단층조선들은 좌수향 운동감각을 지시한다. 조곡단층대 내부에 중성질 암맥 및 망상맥이 발달하며, 이는 조곡 단층이 과거 지질시대 동안 마그마 내지 열수의 이동통로 역할을 하였음을 지시한다.
진앙으로부터 조곡 단층을 따라 동남동 방향으로 약 8.7km 떨어진 지점의 단층대 노두에서 단층핵과 손상대의 경계부 상위에 분포하는 미고결 산록 퇴적층의 변위가 확인되었다. 단층핵은 주로 단층비지로 구성되며, N64°W/68°NE의 방향성과 약 4.5m 폭을 보인다. 단층핵의 북쪽 경계부(N65°W/88°SW)에서 단층핵과 산록퇴적층의 수직적인 단층 접촉을 확인하였으며, 이는 산록퇴적층이 형성된 이후 지표 파열을 동반한 고(古)지진이 발생했었음을 지시한다.

### 괴산 주변 지역의 고지진 기록
음성 백마령 지점
활성지구조연구센터 기본사업(2022년) 일환으로 수행된 공주 단층계 조사 중 충북 음성군 문암리 백마령고개 도로공사 사면에서 미고결 퇴적층을 절단하는 역이동성 고지진 지표 파열을 확인하였다. 미고결 퇴적층 변위 분석을 통해 각각 21.6, 16.8cm 내외의 수직변위를 동반한 2회의 고지진 지표파열이 반복적으로 발생했음이 규명되었다. 지진규모-수직지표변위량 경험식을 기초로 신기 지구조환경 하에서 규모 6 내외의 지진이 2회 발생한 것으로 해석되었다.
청주 외북 지점
활성지구조연구센터 기본사업 일환(2022년)으로 수행된 공주 단층계 조사 중 충북 청주시 흥덕구 외북동 일원 유적발굴 현장에서 미고결 퇴적층을 절단하는 역이동성 고지진 지표 파열을 확인하였다. 서쪽으로 저각 경사하는 지표파열면이 미고결 퇴적층 하부의 30번대 지층을 절단하며, 수직 변위량은 20cm 내외로 확인된다. 지표 파열을 겪은 퇴적층과 겪지 않은 퇴적층의 형성 시기를 분석한 결과, 지표파열을 동반한 고지진은 45,000±3,000년 전과 51,000±4,000년 전 사이에 발생하였음을 규명하였다.

## 같이 보기
- 한국의 지진
- 1970년 보은 지진
- 속리산 지진

### 참조주
1. 1 2 3 4 5  기상청 지진화산감시과 (2022년 10월 29일). “2022년 10월 29일 08시 27분 충북 괴산 지역 규모 4.1 지진 - 지진 분석서” (PDF). 기상청. 2022년 10월 29일에 확인함.
2. ↑  기상청 지진화산감시과 (2022년 10월 29일). “지진정보 기상청 2022년 10월 29일 08시 30분 현재”. 기상청. 2022년 10월 29일에 확인함.
3. ↑  “8시 27분 충북 괴산군 북동쪽 11km 지역에서 규모 4.1 지진 발생 - [LIVE]”. MBC 뉴스특보. 2022년 10월 29일.
4. ↑  ‘괴산 지진’ 중대본 “주택 균열 등 피해 12건…인명 피해는 없어”, 《아시아경제》, 2022-10-29
5. ↑  “국내지진조회”. 대한민국 기상청.
6. ↑  “2022년 10월 29일 08시 27분 충북 괴산 지역 규모 4.1 지진 분석서” (PDF). 대한민국 기상청.
7. 1 2  “Seismicity of the Korean Peninsula : 4. Seismicity of the Okcheon Zone”. 대한지질학회. 1988년 12월. It can be seen in this figure that the predominant trends are N0-40°E, N0-30°W, and N80-90°W. The first trend of the Sinian direction and the second trend prevail in the Paleogeosynclinal zone and neogeosynclinal zone, respectively, while the last trend is dominant around the boundary between these two zones. In Fig.1, epicenters of earthquakes of MMI >V as well as tectonic lineaments of the Okcheon zone are shown. It is readily seen the seismicity in the Paleogeosynclinal zone is higher than that in the neogeosynclinal zone. A number of epicenters are scattered in the central part of the Okcheon zone, indicating high degree of crustal rupture of the area.
8. 1 2 3 4  “2022 괴산지진 보고서”. 한국지질자원연구원.
9. ↑  이기화 등 (1986년 6월). “Seismicity of the Korean Peninsula (Ⅰ) : Seismicity of the Hongsung Area”. 대한지질학회. (165P) The southwestern part of the Kyeonggi Massif is one of the highest seismic areas in the Korean Peninsula. Seismicity in the western part of the peninsula is generally higher than that in the eastern part except for Kyeongsang Basin...(후략)
10. ↑  “남한 중부지역의 미소지진관측에 의한 지진활동 분석”. 한국지구물리.물리탐사학회. 2000년. 옥천대와 경기육괴의 남서부를 포함하는 남한 중부 및 서부지역은 우리나라에서 경상분지 이외에 가장 지진활동이 활발한 곳에 해당한다.
11. 1 2  “괴산 지진 원인은? 잠자던 단층이 깨어났다”. MBC. 2022년 10월 29일.
12. ↑  “경상분지에서의 지진연구 (IV)” (PDF). 한국지질자원연구원. 1997년. 특히 관측년도에 관계없이 문경-상주-영동-무주를 잇는 옥천단층대에서 지진이 다발적으로 발생하고 있다.
13. ↑  이기화 (1980년 5월). “한반도의 지진활동에 관한 연구”.
14. ↑  “충북 괴산서 규모 3.5·4.1 연속으로..."더 큰 지진 발생할 수도"”. YTN. 2022년 10월 29일.
15. ↑  “괴산 지진 유발한 '수평 이동 단층'…지진파 분석 결과”. SBS. 2022년 10월 29일.
16. ↑  “[충북 괴산 지진] 이번 지진 원인과 여진 가능성은?”. YTN. 2022년 10월 29일.
17. ↑  “[단독] 충북 곳곳에서 위험한 단층 발견 "더 큰 지진 가능성 있다"”. MBC. 2022년 11월 7일.
18. ↑  “1:5만 축척 지질도”. 한국지질자원연구원.
19. ↑  “1:25만 축척 지질도”. 한국지질자원연구원.
20. ↑  “괴산지진 원인은 새로운 활성단층?”. 헤럴드경제. 2022년 10월 29일.
21. ↑  “기상청 국내지진조회, "괴산" 검색 결과”.
22. ↑  “괴산 지진 원인 '조곡단층대' 추정…지진 감시 강화”. KBS. 2022년 12월 20일.
23. ↑  “지질연 "10월 발생 규모 4.1 괴산지진은 조곡단층대가 원인"”. 동아사이언스. 2022년 12월 20일.